# Anna Cima
Anna Cima (rozená Jarchovská, * 1991 Praha) je česká japanoložka, překladatelka a spisovatelka. Pozornost veřejnosti získala románovou prvotinou Probudím se na Šibuji, za kterou v roce 2019 obdržela několik ocenění. Otcem je scenárista a dramaturg Petr Jarchovský. S manželem, japanologem Igorem Cimou žije v Japonsku, kde se zabývá překladem japonských autorů a studiem tamější společnosti.

## Život
Anna Cima se narodila roku 1991 v Praze. Studovala gymnázium na Letné. Již v této době našla zálibu v japonské kultuře, zejména v anime, filmu a literatuře. Vášeň pro japonskou kulturu jí pomáhaly budovat filmy Akiry Kurosawy a díla spisovatele Haruki Murakamiho. V sedmnácti letech spolu s spolužačkou Japonsko navštívila a definitivně se rozhodla pro své budoucí zaměření a studium japanologie. Sama tuto cestu označila jako zásadní nejen pro své profesní zaměření, ale i literární tvorbu.
Japonologii vystudovala na Filozofické fakultě Univerzity Karlovy, kde se seznámila s Rusínem narozeným v Česku Igorem Cimou, rovněž japanologem, za něhož se v roce 2016 provdala. V době pobytu na Karlově univerzitě oba získali stipendium ke studiu poválečné japonské literatury na japonské univerzitě. Od té doby začali žít v Japonsku, odkud do češtiny překládají japonské autory. Sama se podílela například na překladu díla Kočka na cestách, kterou napsala Arikawa Hiro. Spolu s manželem pak světu zprostředkovali román Sbohem Gangsteři spisovatele Gen’ičiró Takahašiho.
Kromě zájmu o Japonsko měla od dětství zálibu v psaní. Před svým debutem dokončila dva další romány, které však nepublikovala, protože podle jejích slov nebyly dost dobré. V rámci tvorby se snaží českému publiku prezentovat japonskou kulturu.

## Dílo
Literární dílo autorky je do značné míry ovlivněno její zálibou v japonské kultuře a studiem japonské literatury. Část čtenářů ji přirovnala k Harukimu Murakamimu, pro něhož je typický snový nádech reality a detektivní prvky. Sama Cima uvedla zejména vliv Murakamiho románu Afterdark. V tvorbě se snaží vyobrazovat pocity rozdvojení, vzniklé v návaznosti na život mezi dvěma kulturami, a přiblížit českému čtenáři charakteristické znaky japonské společnosti.

### Překlady do češtiny
- Hiro Arikawa: Kočka na cestách, 2020
- Gen’ičiró Takahaši: Sbohem, Gangsteři, 2020 – spolu s Igorem Cimou
- Sódži Šimada: Případ astrologických vražd, 2021 – spolu s Igorem Cimou
- Nagabe: Dívka ze země Venku (série), od 2022
- Masaaki Ninomija: Gan’nibaru, 2023
- Bun’ó Fudžisawa: Mars Red / příběh Bun’ó Fudžisawa, 2023 (3 svazky)
- Kósuke: Gangsta (série), od 2023

## Ocenění
- 2019: Magnesia Litera pro objev roku – Probudím se na Šibuji
- 2019: Česká kniha – Probudím se na Šibuji
- 2019: Cena Jiřího Ortena – Probudím se na Šibuji[8]